# Spohle
Spohle ist ein Ortsteil der Gemeinde Wiefelstede im Landkreis Ammerland im Nordwesten von Niedersachsen. Er liegt im Drei-Kreise-Eck Ammerland-Friesland-Wesermarsch und hat etwa 480 Einwohner.

## Geschichte
Das Dorf wae bis 1972 Teil der Gemeinde Varel-Land im Landkreis Friesland und wurde im Rahmen der kommunalen Gebietsreform in Niedersachsen zusammen mit Teilen Connefordes nach Wiefelstede eingemeindet. Dadurch wechselte das Dorf nicht nur die Gemeinde, sondern auch den Landkreis.

## Verkehr
Fernstraßen
Spohle ist über die Anschlussstelle Jaderberg an die Bundesautobahn 29 angebunden.
Landstraßen
Spohle ist durch eine Landstraße mit Wiefelstede und der Kreisstadt Westerstede verbunden. Außerdem führt eine Straße nach Varel und nach Jade.
Bus
In Spohle halten/enden folgende Linien:
- 330 (Oldenburg–Wiefelstede–Spohle–Varel), normaler Linienverkehr
- 331 (Wiefelstede–Lehe–Spohle–Conneforde), Schulbus
- 338 (Wiefelstede–Spohle–Varel), Schulbus

Alle Linien werden von der Bus- und Transportfirma Deutsche Bahn betrieben.

## Vereinsleben
In Spohle gibt es die folgenden Vereine/Einrichtungen:
- Turn- und Sportverein (TuS) Spohle
- Boßelverein
- Freiwillige Feuerwehr